# Coordinadora Nacional de Teatro Universitario Peruano
La Coordinadora Nacional de Teatro Universitario Peruano (CONTUP) es una entidad sin fines de lucro que aglutina a las principales compañías teatrales universitarias del Perú y que inició sus pasos a finales del siglo XX.

## Origen y actividad
Fundada el 19 de abril de 1997 tiene como principal actividad la realización del Encuentro Nacional de Teatro Universitario Peruano (ENTUP), un evento de periodicidad anual que alcanzó en 2020 sus 25 ediciones. Se trata de un encuentro de agrupaciones peruanas de teatro universitario el cual, a partir de 2011, es también un encuentro internacional pues a la exhibición de piezas teatrales se le suma la realización de ponencias, talleres y coloquios a nivel internacional: en 2021 participaron profesores y profesionales de Argentina, Chile, Bolivia, Ecuador, Colombia, México y España.
En el 2021 y 2022 se realizó el ENTUP de manera virtual, con la participación de delegaciones nacionales e internacionales, con espectáculos de gran calidad, talleres, ponencias y coloquios.